# Jisra'el Beer
Jisra'el Beer (9. října 1912 – 1. května 1966) byl izraelský politik, novinář a voják odsouzený v Izraeli za špionáž ve prospěch Sovětského svazu.

## Mládí
Beer se narodil ve Vídni. Ve svém životopise uváděl, že byl členem Schutzbundu (obranné organizace rakouské sociální demokracie) a v roce 1934 se účastnil povstání proti rakouskému, fašisticky orientovanému kancléři Dolfussovi. V roce 1936 odjel bojovat proti frankistům do Španělska. Později se ukázalo, že tyto údaje ve svém životopise si Beer vymyslel. Ve skutečnosti byl jen úředníkem v Rakouské sionistické organizaci.

## V Izraeli
Do britské mandátní Palestiny emigroval v roce 1938. Stal se členem Hagany. Po válce za nezávislost se v nově utvořených Izraelských obranných silách (IOS) stal šéfem oddělení pro plánování. Z armády však záhy odešel pro nesouhlas s jmenováním některých lidí na vysoké velitelské funkce.
V roce 1948 vstoupil do nově založené Mapam, přispíval do stranických novin Al ha-mišmar a vedl informační oddělení této strany (zodpovědné za shromažďování materiálů týkajících se bezpečnosti). V roce 1953, když část vedení Mapam opustilo řady této strany a odešlo do Maki odklonil se Beer mírně doprava a stal se členem levicové Mapaj. Díky tomuto náhlému obratu si ho na příkaz Isera Har'ela začala blíže všímat Šin Bet (která činnost Mapam již dříve sledovala).
V roce 1955 vstoupil Beer zpět do armády a byl pověřen sepsáním oficiální historie První palestinské války. Dostal volný přístup k Davidu Ben Gurionovi a tajným archívům IOS. Iser Harel považoval Beera za bezpáteřného kariéristu a věřil, že Beer ve skutečnosti zůstal stále přesvědčením levičák. Postupem času (zejména před suezskou operací v roce 1956 byl Beer považován za ohrožení bezpečnosti státu a Šin Bet se pokoušela proti němu sehnat důkazy o protistátní činnosti.
V té době začal Beer přispívat do renomovaného deníku Haaretz, v roce 1959 byl jmenován profesorem na katedře vojenské historie na Telavivské univerzitě. Pravidelně navštěvoval SRN, kde měl přístup na základny NATO, stýkal se se Šimonem Peresem, Franz-Josefem Straussem či Reinhardem Gehlenem, šéfem západoněmecké zpravodajské služby BND.
Na přelomu 50. a 60. let na sebe Beer ještě více přitáhl pozornost Šin Bet (a Har'ela, o kterém se říkalo, že je Beerem posedlý), když náhle změnil životní styl. Začal navštěvovat noční kluby a navazovat milostné vztahy. V březnu 1961 bylo Beerovi na příkaz Har'ela zabráněno v odjezdu z Izraele a když bylo sledováním zjištěno, že se Beer setkal s několika zaměstnanci sovětského velvyslanectví, rozhodl se Har'el přistoupit k akci. Protože tehdejší ředitel Šin Bet Amos Manor dlel mimo Izrael, ujal se řízení akce sám Har'el. 30. března 1961 byl Jisra'el Beer zatčen.

## Vyšetřování
Vyšetřovatelé Šin Bet obvinili Beera z toho, že pravidelně navštěvoval velvyslanectví zemí východního bloku a od roku 1957 se setkával se svým řídícím důstojníkem Sokolovem. Tomu předal informace o základně NATO v Turecku, kterou stavěla izraelská firma Solel Bone. Dále mu předal informace o spojeneckých obranných opatřeních i o úkolu Šimona Perese nakoupit v roce 1957 v Německu zbraně. Beer se hájil, že informace Sovětskému svazu předával proto, že její představitele chtěl přesvědčit ke změně jejich politiky vůči Izraeli.
V březnu 1962 byl Beer odsouzen na deset let vězení. Tento trest mu byl později Nejvyšším soudem zvýšen na 15 let. Zemřel ve vězení v roce 1966. Posmrtně mu byla vydána kniha Izraelská bezpečnost: včera, dnes a zítra. V roce 1987 se zjistilo, že se ztratila část Ben Gurionových deníků (leden až červenec 1956). Existuje domněnka, že je Beer předal sovětským zpravodajcům, aby přesvědčil sovětské představitele o Ben Gurionově vstřícném postoji vůči nim.